# Parallel Universe Blues
Parallel Universe Blues è il sesto album in studio della band americana Papercuts. È stato pubblicato nell'ottobre 2018 con la Slumberland Records.

## Tracce
1. Mattress on the Floor – 1:58
2. Laughing Man – 2:57
3. How to Quit Smoking – 3:08
4. Sing to Me Candy – 5:44
5. Clean Living – 2:51
6. Kathleen Says – 3:43
7. Walk Backwards – 4:14
8. All Along St. Mary's – 4:32
9. Waking Up – 2:55
10. Looking Through Heather – 3:01